# 8856 Celastrus
A 8856 Celastrus (ideiglenes jelöléssel 1991 LH1) a Naprendszer kisbolygóövében található aszteroida. Eric Walter Elst fedezte fel 1991. június 6-án.